# Număr sfenic
În matematică, un număr sfenic (în engleză sphenic number; din limba greacă veche σφήνα) este un număr întreg pozitiv, liber de pătrate, ce are trei factori primi. Este produsul a trei numere prime distincte. Cel mai mare astfel de număr cunoscut este produsul celor mai mari trei numere prime cunoscute.
30 = 2 × 3 × 5; 30 este cel mai mic număr sfenic, produsul celor mai mici trei numere prime. 
30 are o sumă alicotă (aliquot sum) de 42; al doilea număr sfenic (42) și toate numerele sfenice de forma 2 × 3 × r, unde r este un număr prim mai mare decât 3, au o sumă alicotă cu 12 mai mare decât ele.
Primele numere sfenice sunt:
30, 42, 66, 70, 78, 102, 105, 110, 114, 130, 138, 154, 165, 170, 174, 182, 186, 190, 195, 222, 230, 231, 238, 246, 255, 258, 266, 273, 282, 285, 286, 290, 310, 318, 322, 345, 354, 357, 366, 370, 374, 385, 399, 402, 406, 410, 418, 426, 429, 430, 434, 435, 438
Toate numerele sfenice sunt prin definiție libere de pătrat, deoarece factorii primi trebuie să fie distincți.
Funcția Möbius a oricărui număr sfenic este -1.